# Ich Troje

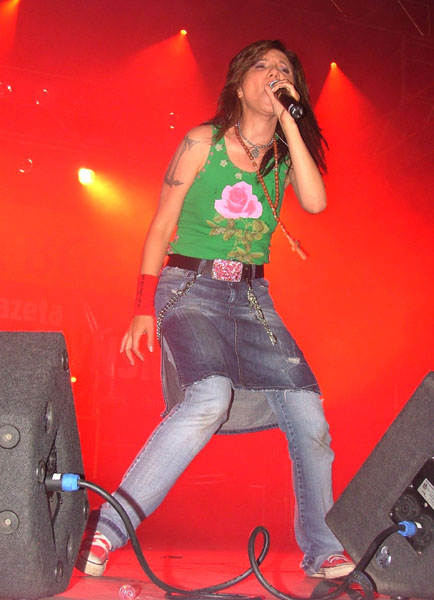
Magda Femme, tidigare sångare i Ich Troje

Ich Troje, polsk musikgrupp bestående av Ania Wiśniewska, Michał Wiśniewski och Jacek Łągwa (pianist). Tidigare sångerskor i Ich Troje var Magda Pokora, numera känd under artistnamnet Magda Femme, (1996-2001) och Justyna Majkowska (2001-2003). Magda och Michał var gifta i ett år, fram till och med det att Magda slutade i Ich Troje. Det gick rykten om att Magda lämnade gruppen på grund av att deras äktenskap tog slut. Dock har ingen av dem kommenterat dessa rykten.
"Ich troje" betyder "De tre". Gruppen tävlade för Polen i Eurovision Song Contest 2003 med låten "Keine Grenzen-Żadnych granic", en ballad om fred på jorden som framfördes både på tyska, ryska och polska, och det resulterade i att Polen fick sin bästa placering sedan 1994, en 7:e plats.
Gruppen tävlade i den polska uttagningen inför Eurovision Song Contest 2006 med låten "Follow My Heart" (tillsammans med rapparen Real McCoy), och det resulterade i att gruppen för andra gången fick representera sitt hemland, tre år efter förra gången.
Ich Troje kom på 11:e plats i Eurovision Song Contest 2006, semifinalen, med 70 poäng (6 poäng bakom den sista kvalificerade staten Makedonien). De nådde inte ända till finalen.
Det som har gjort gruppens sångare Michał rätt så speciell är hans frisyr där hårfärgen består av samma färger som i polska flaggan; rött och vitt. I februari 2006 färgade han dock håret grönt i stället efter att gruppen bytt sponsor till det polska mobiltelefonbolaget Sami Swoi, vars färg är just grönt. Sedan januari 2007 har han färgat håret rött och vitt igen.